# HD26792
HD26792 — хімічно пекулярна зоря спектрального класу B8, що має видиму зоряну величину в смузі V приблизно  6,6.
Вона  розташована на відстані близько 470,0 світлових років від Сонця.

## Фізичні характеристики
Телескоп Гіппаркос зареєстрував фотометричну змінність  даної зорі з періодом    3,80 доби в межах від  Hmin= 6,75 до  Hmax= 6,69.